# Силы безопасности границы
Силы безопасности границы (араб. قوة أمن الحدود السورية‎) — вооружённое формирование на территории Сирии, контролируемой Сирийскими демократическими силами (СДС), о планах создания которого было объявлено американским военным руководством в конце 2017 года. Утверждается, что задачей создаваемого формирования является охрана границ контролируемых территорий и недопущение возвращения на эти территории отрядов «Исламского государства». Его основу, как предполагается, составят 15 тысяч бойцов СДС. Позднее предполагается довести численность до 30 тысяч. Первая набранная группа рекрутов, проходящих обучение, насчитывает 230 человек.
Впервые идея создания Сил безопасности границы в Рожаве была озвучена 23 декабря 2017 года генералом Джозефом Вотелом, который возглавляет Центральное командование ВС США.
Официально создание Сил безопасности границы было анонсировано полковником Томасом Вейлом (Thomas Veale), представителем CJTF-OIR по связям с общественностью.
Объявление о намерениях США вызвало резкую реакцию сирийского правительства, Турции и России. По мнению Минобороны РФ, именно американские действия, «направленные на обособление районов с преимущественно курдским населением», «бесконтрольные поставки Пентагоном современного вооружения проамериканским формированиям на севере Сирии» и заявления США о создании в приграничных с Турцией районах Сирии неких «пограничных сил» способствовали развитию кризиса на северо-западе Сирии и привели к началу турецкой военной операции «Оливковая ветвь» против курдских сил в районе Африн.
Госсекретарь США Рекс Тиллерсон заявил 18 января 2018 года, что у США нет намерений создавать силы безопасности на сирийско-турецкой границе. Тиллерсон выразил мнение, что «вся ситуация была неверно представлена, неверно описана». По словам Тиллерсона, США лишь оказывают помощь в подготовке сирийских формирований, контролирующих те районы Сирии, которые освобождены от боевиков «Исламского государства».